# Resolució 982 del Consell de Seguretat de les Nacions Unides
La Resolució 982 del Consell de Seguretat de les Nacions Unides fou adoptada per unanimitat el 31 de març de 1995. Després de reafirmar totes les resolucions sobre l'antiga Iugoslàvia i en particular la Resolució 947 sobre la Força de Protecció de les Nacions Unides (UNPROFOR), el Consell va prorrogar el mandat de la UNPROFOR per al període addicional que acabaria el 30 novembre de 1995 i va discutir les operacions a Croàcia.
El Govern de Bòsnia i Hercegovina havia acceptat el pla de pau del Grup de Contacte i les parts del país estaven observant un acord d'alto el foc. El Consell va ser encoratjat pels esforços de la UNPROFOR per ajudar en la implementació dels acords de Washington. Es va reiterar la importància de la ciutat de Sarajevo com a capital de Bòsnia i Hercegovina i centre multicultural, multiètnic i religiosa, i que l'acord sobre desmilitarització de la ciutat tindria un efecte positiu. S'han de respectar els drets humans per construir una confiança mútua i social.
El mandat de la UNPROFOR es va ampliar fins al 30 de novembre de 1995 i el secretari general Boutros Boutros-Ghali va ser autoritzat a tornar a desplegar tot el personal i els actius de la UNPROFOR de Croàcia a Bòsnia i Hercegovina, excepte les necessàries per al Operació de les Nacions Unides de Restauració de Confiança a Croàcia. La UNPROFOR va procedir a dur a terme l'aplicació dels acords pertinents, facilitar el lliurament d'ajuda humanitària a Bòsnia i Hercegovina a través de Croàcia i a mantenir la seva estructura de suport al país. Mentrestant, s'insta a les parts a ambdós països a observar l'alto el foc i negociar una solució pacífica.
Finalment, la resolució es va concloure demanant al Secretari General que mantingués informat al Consell sobre l'evolució a la regió.